# کانتی لاین (آلاباما)
کانتی لاین (به انگلیسی: County Line) شهری در شهرستان بلاونت ایالت آلاباما است که مساحت آن ۲٫۵ کیلومتر مربع است و در سرشماری سال ۲۰۱۰ میلادی، ۲۵۸ نفر جمعیت داشته و تراکم جمعیتی آن، ۱۰۳٫۲ نفر در هر کیلومتر مربع بوده است.